# Provinz Medina
Medina (arabisch المدينة المنورة, DMG al-Madīna al-munawwara) ist eine der 13 Provinzen Saudi-Arabiens. Sie befindet sich im Westen des Landes. Medina hat 2.389.452 Einwohner (Stand 2022), die Fläche der Provinz beträgt 151.990 km². Die Bevölkerungsdichte liegt bei 14 Einwohnern pro Quadratkilometer. Medina grenzt im Uhrzeigersinn an die Provinzen Tabuk, Ha'il, al-Qasim, ar-Riyad und Mekka, sowie ans Rote Meer. 
Hauptstadt der Provinz ist Medina, die nach Mekka die zweitheiligste Stätte des Islams ist. Weitere große Städte sind Yanbuʿ al-Bahr, al-ʿUla und Badr.

## Bevölkerungsentwicklung
| Jahr | Einwohner |
| ---- | --------- |
| 1992 | 1.084.947 |
| 2004 | 1.512.724 |
| 2010 | 1.781.733 |
| 2022 | 2.389.452 |

## Gouverneure
| Namen                              | Zeitraum  | ernannt von    |
| ---------------------------------- | --------- | -------------- |
| Mohammed bin Abdulaziz Al Saud     | 1925–65   | Ibn Saud       |
| Abdul Muhsin bin Abdulaziz Al Saud | 1965–85   | König Faisal   |
| Abdul Majid bin Abdulaziz Al Saud  | 1985–99   | König Fahd     |
| Muqrin bin Abdulaziz Al Saud       | 1999–05   | König Fahd     |
| Abdulaziz bin Majid Al Saud        | 2005–13   | König Abdullah |
| Faisal bin Salman Al Saud          | 2013–23   | König Abdullah |
| Salman bin Sultan Al Saud          | seit 2023 | König Salman   |